# 담방로

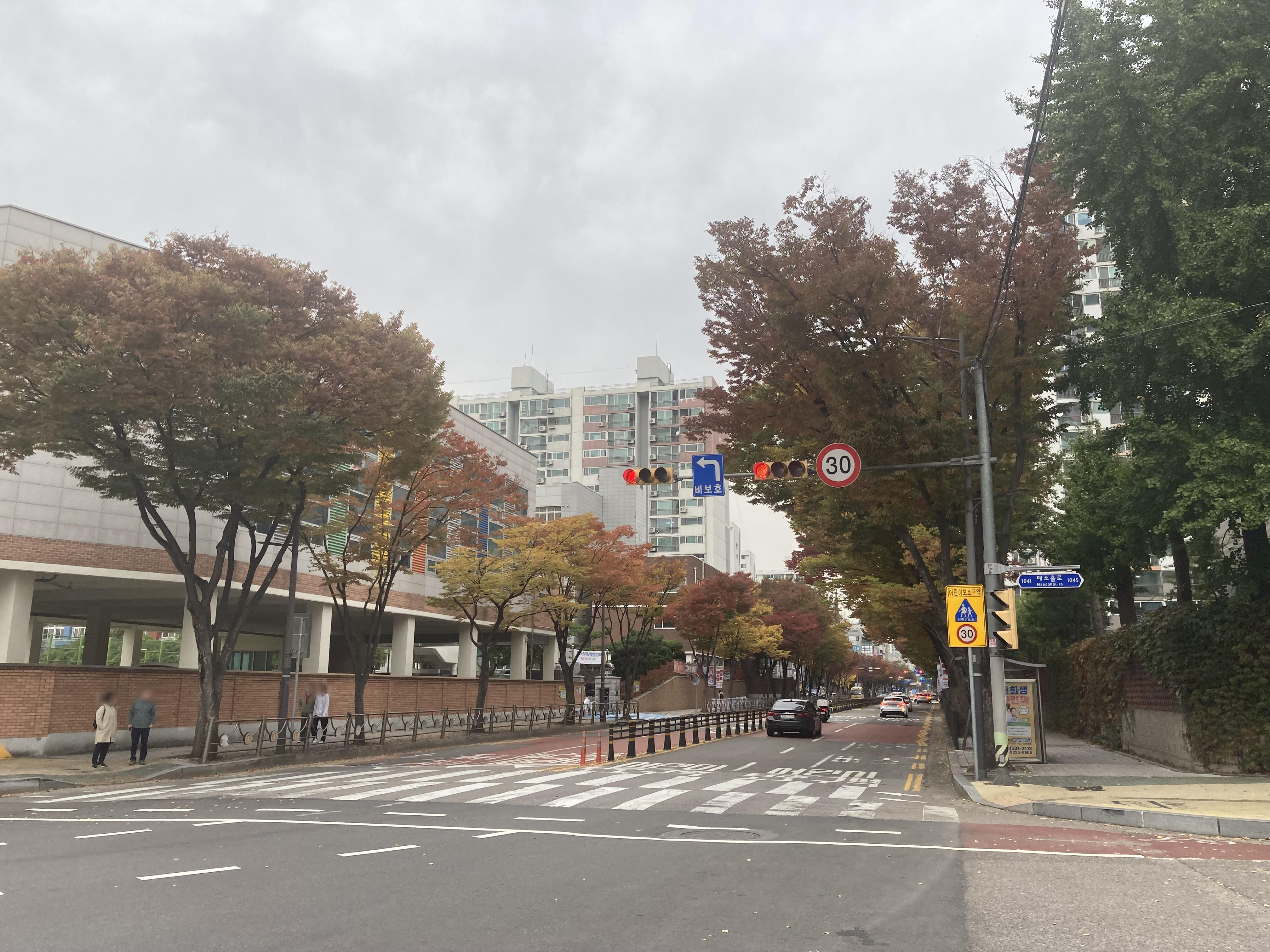
담방로 전경(남동중학교, 담방119안전센터측에서 바라본 풍경)

담방로는 인천광역시 남동구 만수동에 위치한 도로이다. 담방마을이라는 옛 지명을 인용하여 제명하였고 2009년 11월 16일 고시/효력이 발생되었다. 만수동부터 장수동까지의 거리로, 기점인 만수동 1070에서 장수동 684-10까지 1.353km의 연장 길이를 가졌다. 장승남로 거리를 교차한다. 장수초등학교 장수초교사거리(백범로)까지 이어진다.

## 설명
담방로는 인천광역시 남동구 만수동과 장수동을 연결하는 도로로 만수6동에서부터 출발한다. 도로의 시작지점(매소홀로와 담방로)에는 남동소방서 담방119안전센터 건물이 있으며, 매소홀로의 연장선, 남동중학교부터 이어지는 도로로 볼 수 있다. 도로의 끝에는 장수천이 가로막고 있다.
담방로와 매소홀로가 만나는 교차로에는 인천남동소방서 담방119안전센터가 있으며, 담방소방서 앞 주차장 옆에는 장수천 인천둘레길이 있다.

## 사진

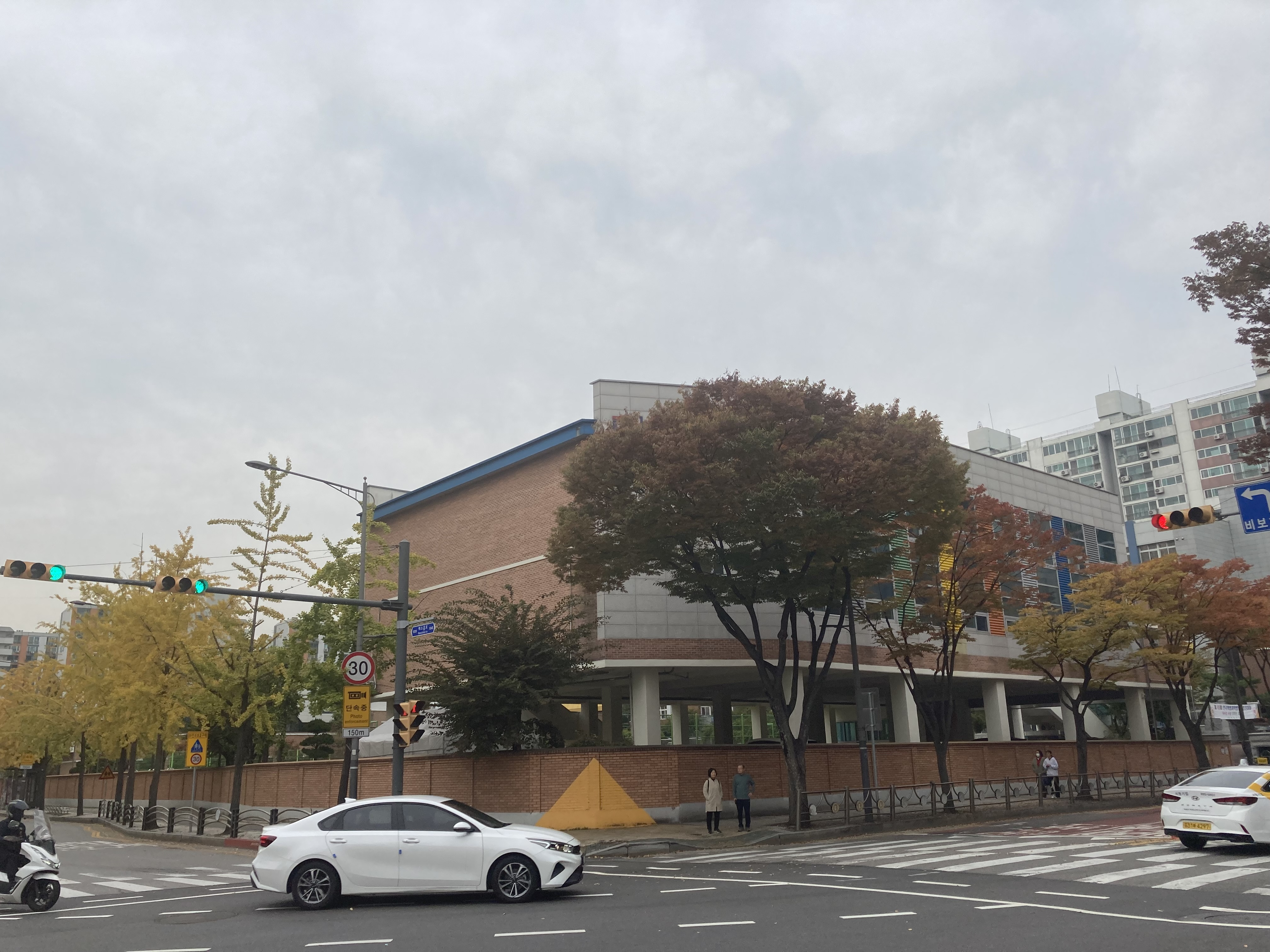
인천남동중학교
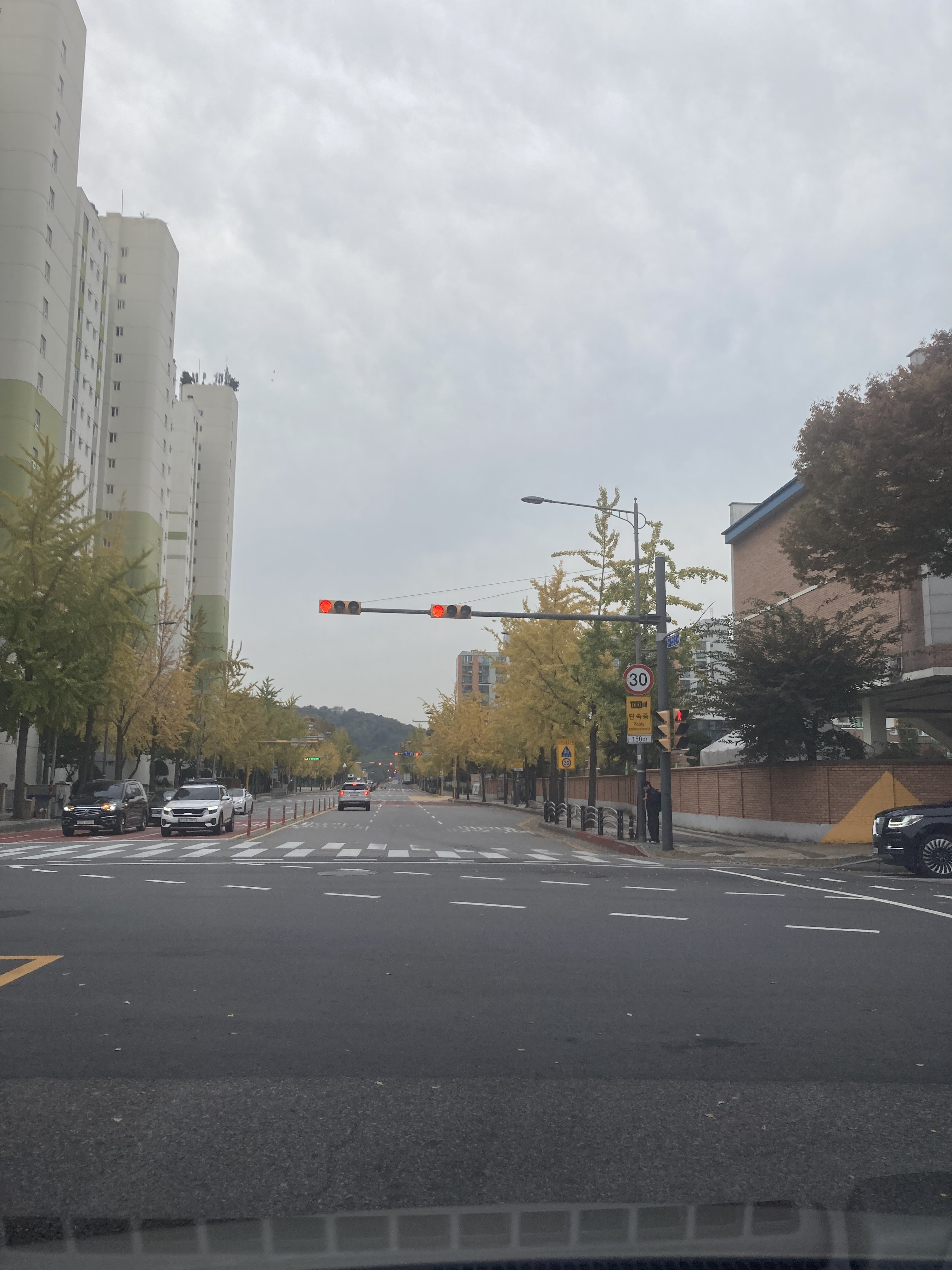
담방로와 매소홀로 교차로
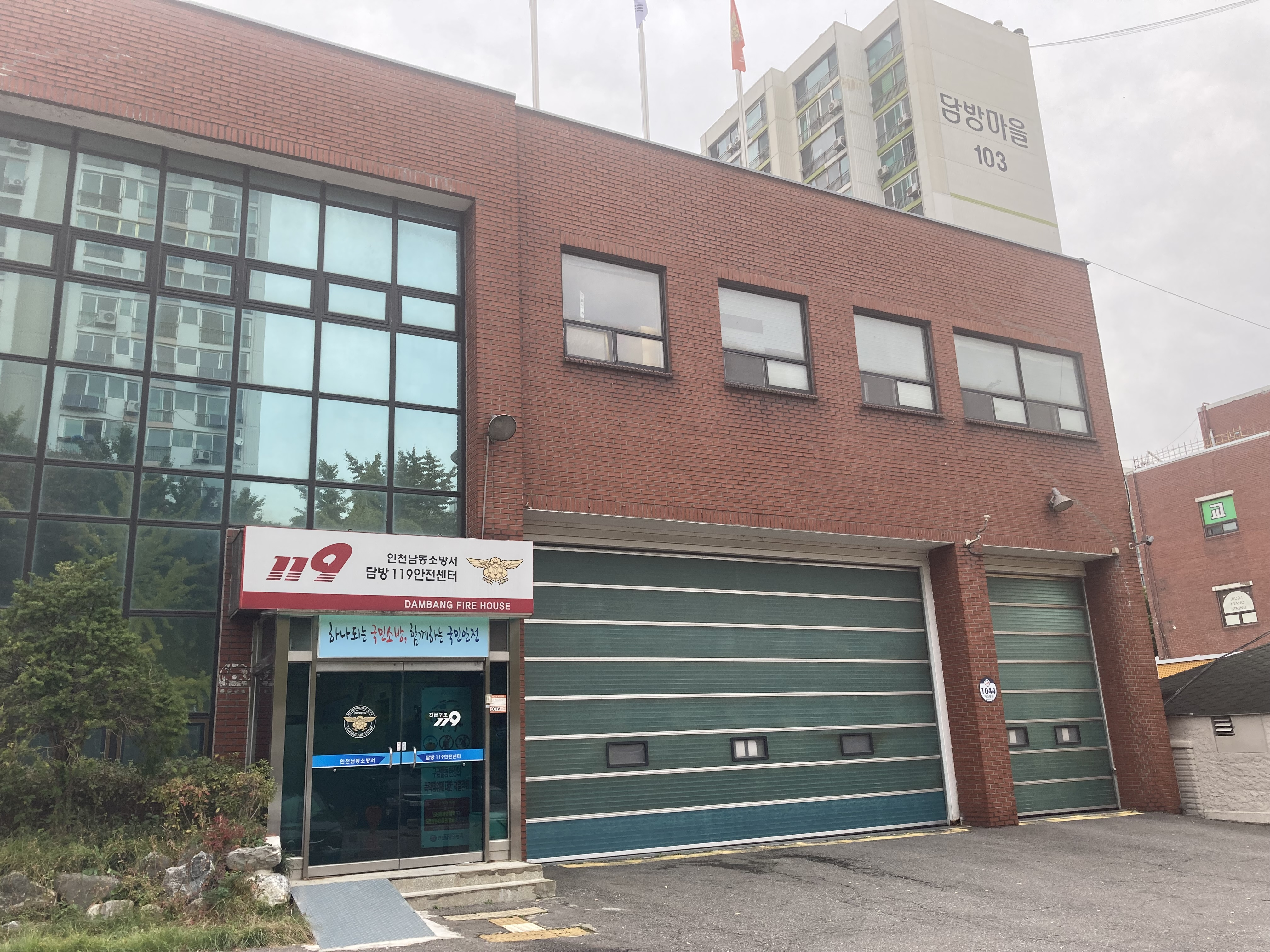
담방119안전센터 정문
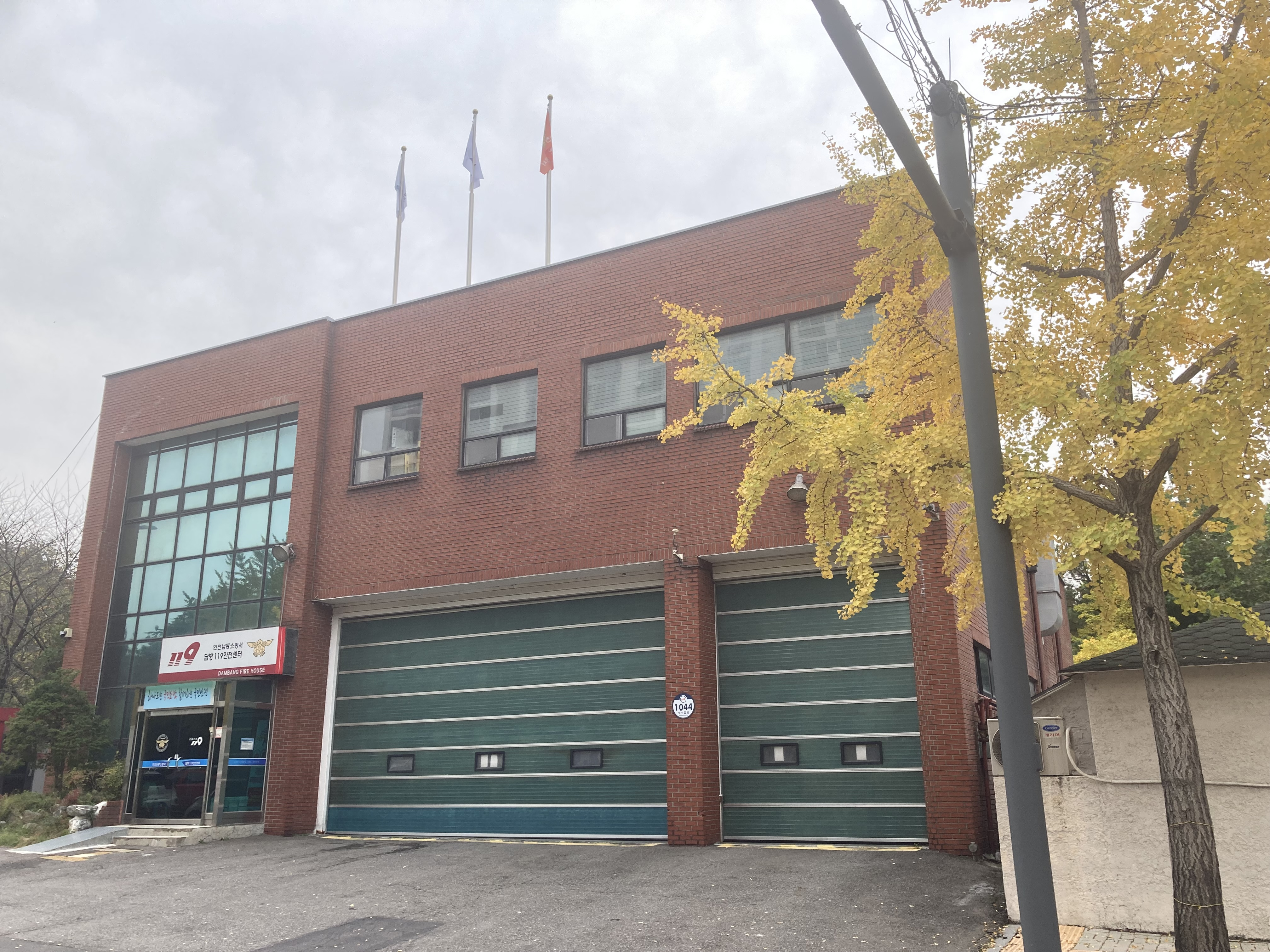
담방119 안전센터(가을은행나무)
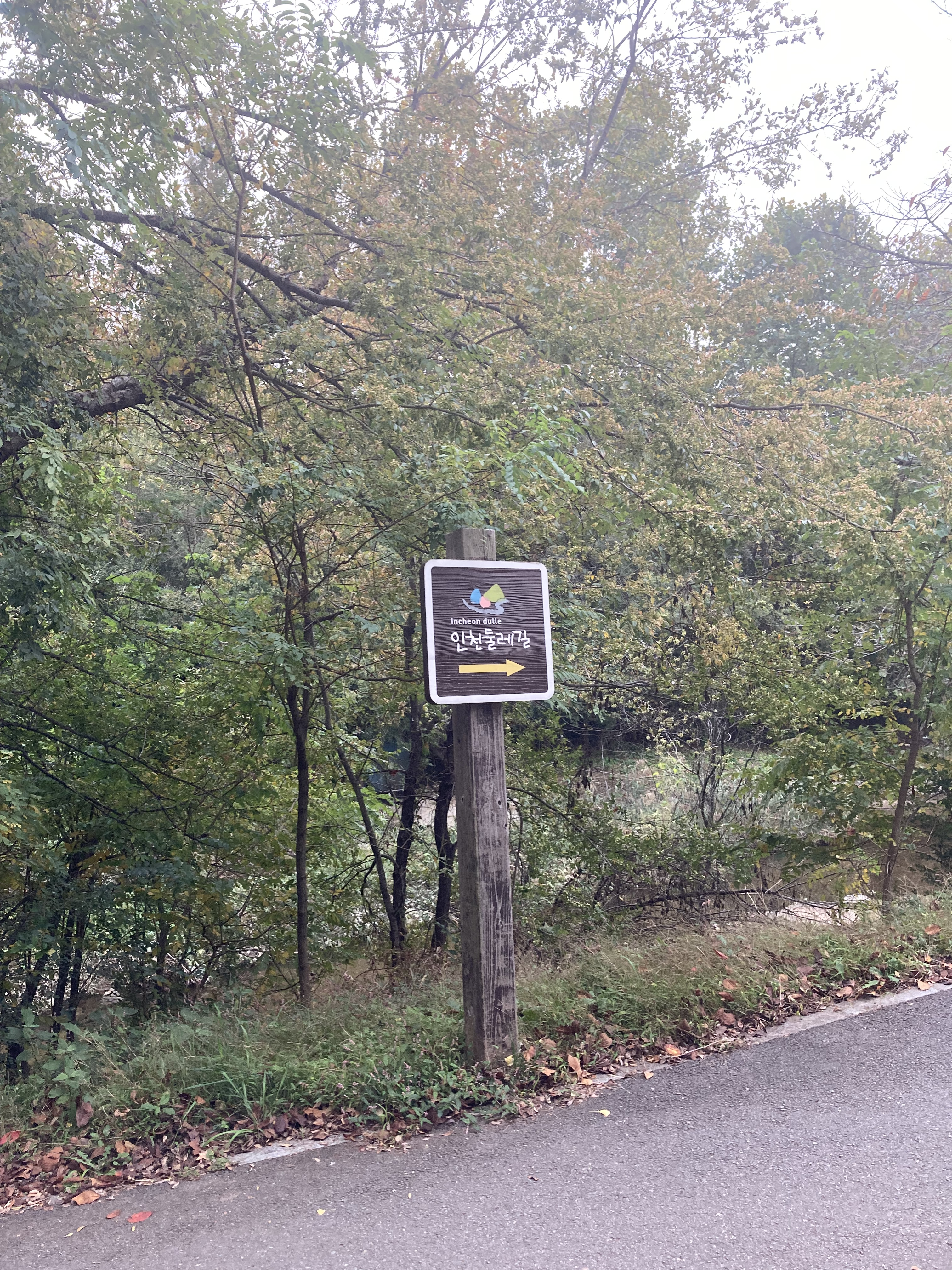
인천둘레길 표지판

## 같이 보기
- 장승남로
- 장수천